# Marknadsplats

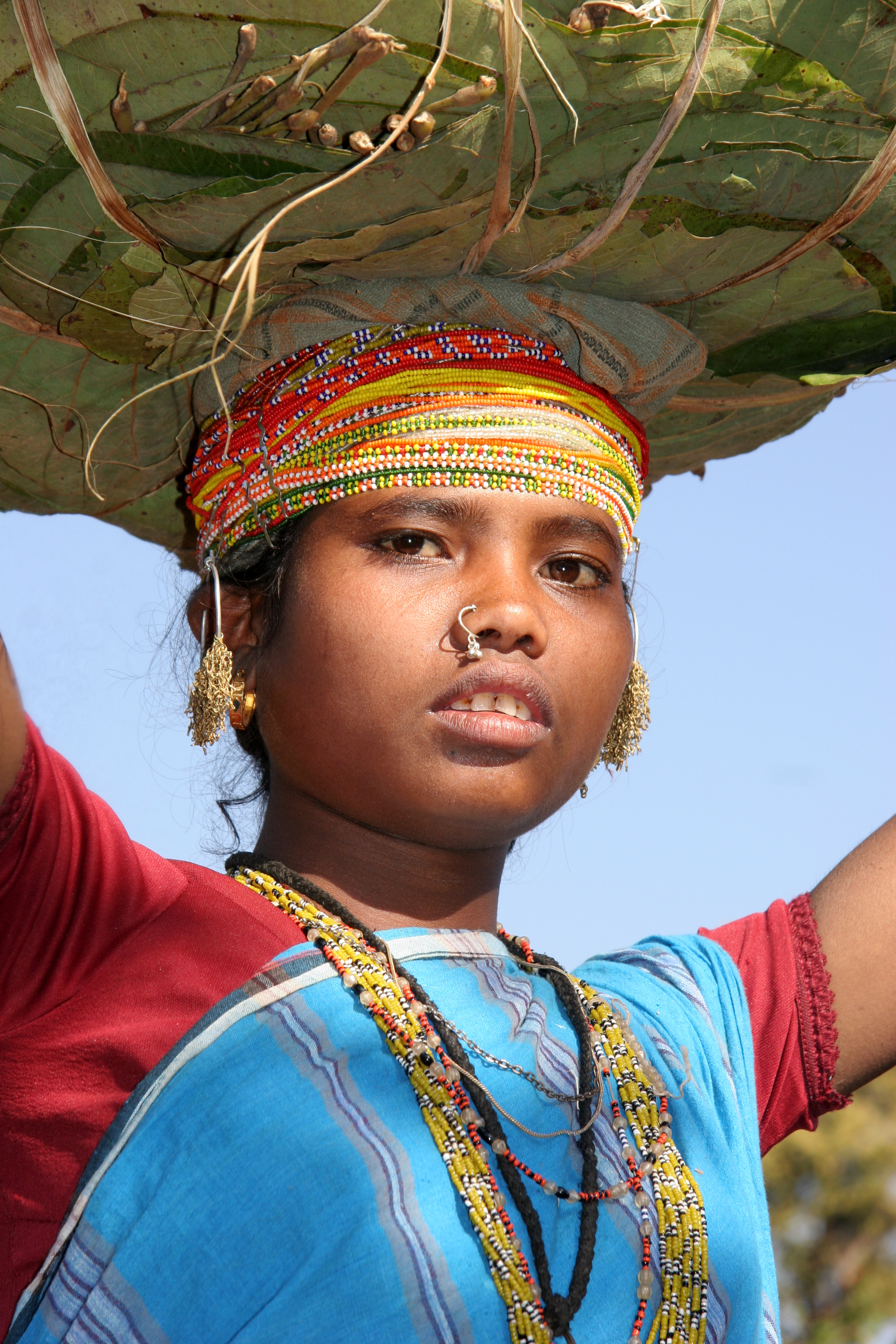
Indisk flicka som bär saker att sälja till marknaden i Chhattisgarh.

En marknadsplats är plats där produkter byter ägare genom en sälj/köpaktivitet.
Marknadsplatsen kan vara en fysisk plats där marknader regelbundet äger rum. De första städerna växte ofta upp omkring marknadsplatser. Dessa är ofta torg.
Marknadsplatsen kan också syfta på en virtuell plats där köpare och säljare kan mötas. På en marknadsplats samlas alla säljare på en och samma plattform för att kunna erbjuda sina produkter till köpare som besöker marknadsplatsen. En av världens största marknadsplatser är Amazon, som grundades av Jeff Bezos, 1994.